# Politburo do Partido Comunista da União Soviética
O Politburo do Comité (português europeu) ou Comitê (português brasileiro) Central do Partido Comunista da União Soviética (em russo:  Политическое бюро Центрального комитета Коммунистической партии Советского Союза: Politichskoe byuro tsentral'nogo komiteta Kommunisticheskoy partii Sovetskogo Soyuza) foi o máximo órgão de governo e direção do Partido Comunista da União Soviética nos períodos intercongressuais. Entre os anos 1952 e 1966 foi também conhecido como Presidium. 
O Politburo estava formado pelos principais membros do Comité Central e, na teoria, estava sujeito à disciplina dele. Na prática, o Politburo funcionava como o órgão principal de tomada de decisões políticas e o seu controlo sobre o partido e sobre o Estado era quase absoluta. Contudo, nalguma ocasião, as decisões do Comité Central estiveram acima das decisões do Politburo/Presidium, como na briga de 1957 entre o denominado Grupo Antipartido e Nikita Khrushchov, apoiado pelo Comité Central, que terminou com a vitória de Khrushchev.

## História
O precedente mais claro do Politburo foi estabelecida por ordem de Lenin em 23 de outubro de 1917, dias antes da Revolução de Outubro. O seu fim específico era a direção revolucionária, mas, no fundo, aquele organismo resultou pouco operativo e as decisões políticas foram tomadas pelo Comité Central do então Partido Operário Social-Democrata Russo (POSDR). 
No VIII Congresso do Partido, celebrado em 1919, decidiu-se recuperar a Oficina Política com o objetivo de se responsabilizar pelas matérias que, pela sua urgência ou pela necessidade de uma rápida solução, não podiam aguardar pelas deliberações do Comité Central nem podiam ser atendidas nos Congressos. O primeiro Politburo esteve constituído por Lenin, Lev Trotski, Stalin, Lev Kamenev e Nikolai Krestinski.
Com o ascenso de Stalin como Secretário Geral do Partido, o Comité Central deixou de determinar a composição do Politburo e do Secretariado e a relação inverteu-se. 
Em 1990, no marco do XXVIII Congresso, este órgão decidiu transferir os poderes do Politburo ao Parlamento, o que constituiu o fim das atividades da Oficina Política, que deixou de existir totalmente após agosto de 1991.

## Composição
O Politburo estava composto por dois tipos de membros. De uma banda, os membros plenos (com direito a voto) e, doutra, os membros candidatos (sem direito a voto). A composição da Oficina, porém, variou com o tempo, mas em geral estava formado por quatorze membros plenos e oito candidatos. Oficialmente, não havia também qualquer direção do Politburo, mas na prática o Secretário Geral do Partido, que costumava também ser o membro mais importante do Comité Central, agia também como membro mais destacado do Politburo. Ainda, os membros mais poderosos dentro do Politburo costumavam também fazer parte do Secretariado, o que ainda reforçava a sua posição no Partido e no governo. 

## Membros do Politburo
Membros do Politburo eleitos pelo Comité Central e listados por ordem cronológica de nomeamento.
- Lev Kamenev: 25 de março de 1919 - 1 de janeiro de 1926
- Nikolai Krestinski: 25 de março de 1919 - 16 de março de 1921
- Vladimir Lenin: 25 de março de 1919 - 21 de janeiro de 1924
- Iosif Stalin: 25 de março de 1919 - 5 de março de 1953
- Lev Trotski: 25 de março de 1919 - 23 de outubro de 1926
- Elena Stassova: julho de 1919 - setembro de 1919
- Grigori Zinoviev: 16 de março de 1921 - 23 de julho de 1926
- Aleksei Rikov: 3 de abril de 1922 - 21 de dezembro de 1930
- Mikhail Tomsky: 3 de abril de 1922 - 13 de julho de 1930
- Nikolai Bukharin: 2 de julho de 1924 - 17 de novembro de 1929
- Kliment Voroshilov: 1 de janeiro de 1926 - 16 de julho de 1960
- Mikhail Kalinin: 1 de janeiro de 1926 - 3 de julho de 1946
- Viatcheslav Molotov: 1 de janeiro de 1926 - 29 de junho de 1957
- Yan Rudzutak: 23 julho de 1926 - 4 de fevereiro de 1932
- Valerian Kuibishev: 19 de dezembro de 1927 - 25 de janeiro de 1935
- Lazar Kaganovitch: 13 de julho de 1930 - 29 de junho de 1957
- Sergei Kirov: 13 de julho de 1930 - 1 de dezembro de 1934
- Stanislav Kosior: 13 de julho de 1930 - 29 de abril de 1938
- Grigori "Sergo" Ordzhonikidze: 21 de dezembro de 1930 - 18 de fevereiro de 1937
- Andrei Andreyev: 4 de fevereiro de 1932 - 16 de outubro de 1952
- Anastas Mikoyan: 1 de fevereiro de 1935 - 8 de abril de 1966
- Vlas Tchubar: 1 de fevereiro de 1935 - 16 de junho de 1938
- Andrei Zhdanov: 22 de março de 1939 - 31 de agosto de 1948
- Nikita Khrushchov: 22 de março de 1939 - 14 de outubro de 1964
- Lavrenti Beria: 18 de março de 1946 -  7 de julho de 1953
- Georgi Malenkov: 18 de março de 1946 - 29 de junho de 1957
- Nikolai Voznesensky: 26 de fevereiro de 1947 - 7 de março de 1949
- Nikolai Bulganin: 18 de fevereiro de 1948 - 5 de setembro de 1958
- Alexei Kossygin: 4 de setembro de 1948 - 16 de outubro de 1952
- Vasili Andryanov: 16 de outubro de 1952 - 5 de março de 1953
- Averki Aristov: 16 de outubro de 1952 - 5 de março de 1953
- Semyon Ignatiev: 16 de outubro de 1952 - 5 de março de 1953
- Demyan Korotchenko: 16 de outubro de 1952 - 5 de março de 1953
- Vasili Kuznetsov: 16 de outubro de 1952 - 5 de março de 1953
- Otto Wille Kuusinen: 16 de outubro de 1952 - 5 de março de 1953
- Viatcheslav Malishev: 16 de outubro de 1952 - 5 de março de 1953
- Leonid Melnikov: 16 de outubro de 1952 - 5 de março de 1953
- Nikolai Mikhailov: 16 de outubro de 1952 - 5 de março de 1953
- Mikhail Pervukhin: 16 de outubro de 1952 - 29 de junho de 1957
- Pantaleimon Ponomarenko: 16 de outubro de 1952 - 5 de março de 1953
- Maksim Saburov: 16 de outubro de 1952 - 29 de junho de 1957
- Mikhail Suslov: 16 de outubro de 1952 - 5 de março de 1953
- Dmitri Tchesnokov: 16 de outubro de 1952 - 5 de março de 1953
- Nikolai Shvernik: 16 de outubro de 1952 - 5 de março de 1953
- Matvei Shkiryatov: 16 de outubro de 1952 - 5 de março de 1953
- Aleksei Kiritchenko: 12 de junho de 1955 - 4 de maio de 1960
- Mikhail Suslov: 12 de junho de 1955 -  25 de janeiro de 1982 (segunda vez)
- Averki Aristov: 29 de junho de 1957 - 31 de outubro de 1961 (segunda vez)
- Nikolai Belyaev: 29 de junho de 1957 - 4 de maio de 1960
- Leonid Brejnev: 29 de junho de 1957 -  10 de novembro de 1982
- Gueorgui Júkov: 29 de junho de 1957 - 29 de outubro de 1957
- Nikolai Ignatov: 29 de junho de 1957 - 31 de outubro de 1961
- Frol Kozlov: 29 de junho de 1957 - 16 de novembro de 1964
- Otto Wille Kuusinen: 29 de junho de 1957 - 17 de maio de 1964 (segunda vez)
- Yekaterina Furtseva: 29 de junho de 1957 - 31 de outubro de 1961
- Nikolai Shvernik: 29 de junho de 1957 - 8 de abril de 1966 (segunda vez)
- Nuritdin Mukhitdinov: 17 de dezembro de 1957 - 31 de outubro de 1961
- Alexei Kossygin: 4 de maio de 1960 - 21 de outubro de 1980
- Nikolai Podgorny: 4 de maio de 1960 - 24 de maio de 1977
- Dmitri Polyansky: 4 de maio de 1960 - 5 de março de 1976
- Gennadi Voronov: 31 de outubro de 1961 - 27 de abril de 1973
- Andrei Kirilenko: 23 de abril de 1962 - 22 de novembro de 1982
- Aleksandr Shelepin: 16 de novembro de 1964 - 16 de abril de 1975
- Petro Shelest: 16 de novembro de 1964 - 27 de abril de 1973
- Kirill Mazurov: 26 de março de 1965 - 27 de abril de 1973
- Arvīds Pelše: 8 de abril de 1966 - 29 de maio de 1983
- Viktor Grishin: 9 de abril de 1971 - 18 de fevereiro de 1986
- Fiodor Kulakov: 9 de abril de 1971 - 17 de julho de 1978
- Dinmukhamed Konayev: 9 de abril de 1971 - 28 de janeiro de 1987
- Volodymyr Shcherbitski: 9 de abril de 1971 - 20 de setembro de 1989
- Iuri Andropov: 27 de abril de 1973 - 9 de fevereiro de 1984
- Andrei Gretchko: 27 de abril de 1973 - 26 de abril de 1976
- Andrei Gromiko: 27 de abril de 1973 - 30 de setembro 1988
- Grigori Romanov: 5 de março de 1976 - 1 de julho de 1985
- Dmitri Ustinov: 5 de março de 1976 - 20 de dezembro de 1984
- Konstantin Tchernenko: 27 de novembro de 1978 - 10 de março de 1985
- Nikolai Tikhonov: 27 de novembro de 1978 - 15 de outubro de 1985
- Mikhail Gorbatchev: 21 de novembro de 1980 - 23 de agosto de 1991
- Heydar Aliyev: 22 de novembro de 1982 - 21 de outubro de 1987
- Vitali Vorotnikov: 26 de dezembro de 1983 - 14 de julho de 1990
- Mikhail Solomentsev: 26 de dezembro de 1983 - 30 de setembro de 1988
- Egor Ligatchov: 23 abril de 1985 - 14 de junho de 1990
- Nikolai Rizhkov: 23 abril de 1985 - 14 de junho de 1990
- Viktor Tchebrikov: 23 abril de 1985 - 20 de setembro de 1989
- Eduard Shevardnadze: 1 de julho de 1985 - 14 de julho de 1990
- Lev Zaykov: 6 de março de 1986 - 14 de junho de 1990
- Viktor Nikonov: 26 de abril 1987 - 20 de setembro de 1989
- Makalay Slyonkov: 26 de abril 1987 - 14 de julho de 1990
- Alexander Yakovlev: 26 de abril 1987 - 14 de julho de 1990
- Vadim Medvedev: 30 de setembro de 1988 - 14 de julho de 1990
- Vladimir Kryutchkov: 20 de setembro de 1989 - 14 de julho de 1990
- Yuri Maslyukov: 20 de setembro de 1989 - 14 de julho de 1990
- Vladimir Ivashko: 9 de dezembro de 1989 - 23 de agosto de 1991
- Mykolas Burokevičius: 14 de julho de 1990 - 23 de agosto de 1991
- Givi Gumbaridze: 14 de julho de 1990 - 31 de janeiro de 1991
- Stanislav Hurenko: 14 de julho de 1990 - 23 de agosto de 1991
- Aleksandr Dzasokhov: 14 de julho de 1990 - 23 de agosto de 1991
- Islam Karimov: 14 de julho de 1990 - 23 de agosto de 1991
- Petru Lucinschi: 14 de julho de 1990 - 23 de agosto de 1991
- Absamat Masaliyev: 14 de julho de 1990 - 25 de abril de 1991
- Qahhor Mahkamov: 14 de julho de 1990 - 23 de agosto de 1991
- Ayaz Mutallibov: 14 de julho de 1990 - 23 de agosto de 1991
- Nursultan Nazarbaev: 14 de julho de 1990 - 23 de agosto de 1991
- Saparmyrat Nyýazow: 14 de julho de 1990 - 23 de agosto de 1991
- Ivan Polozkov: 14 de julho de 1990 - 23 de agosto de 1991
- Iuri Prokofiev: 14 de julho de 1990 - 23 de agosto de 1991
- Alfrēds Rubiks: 14 de julho de 1990 - 23 de agosto de 1991
- Galina Semyonova: 14 de julho de 1990 - 23 de agosto de 1991
- Enn-Arno Sillari: 14 de julho de 1990 - 23 de agosto de 1991
- Yefrem Sokolov: 14 de julho de 1990 - 11 de dezembro de 1991
- Yegor Stroyev: 14 de julho de 1990 - 23 de agosto de 1991
- Ivan Frolov: 14 de julho de 1990 - 23 de agosto de 1991
- Oleg Shenin: 14 de julho de 1990 - 23 de agosto de 1991
- Gennady Yanayev: 14 de julho de 1990 - 31 de janeiro de 1991
- Anatoli Malofeyev: 11 de dezembro de 1990 - 23 de agosto de 1991
- Stepan Pogosyan: 11 de dezembro de 1990 - 26 de julho de 1991
- Lembit Annus: 31 de janeiro de 1991 - 23 de agosto de 1991
- Dzhumgalbek Amanbaev: 25 de abril de 1991 - 23 de agosto de 1991
- Grigore Eremei: 25 de abril de 1991 - 23 de agosto de 1991
- Mikhail Surkov: 25 de abril de 1991 - 23 de agosto de 1991